# Natascha McElhone
Natasha Abigail Taylor (Hampstead, 14 de diciembre de 1969), más conocida como Natascha McElhone, es una actriz británica de televisión, cine y teatro. Es conocida por sus papeles en la película Solaris, dirigida por Steven Soderbergh, y en la serie Californication.

## Biografía

### Inicios
Natascha es hija de periodistas, la única mujer entre sus hermanos. Sus padres se separaron cuando tenía dos años y fue a vivir con su madre a Brighton (Sussex del Este), en el sur de Inglaterra, Reino Unido. Más tarde, su madre se trasladó a Irlanda, de donde es natural.
Tomó clases de baile a la edad de doce años, mientras estudiaba en una escuela privada de chicas en Brighton. Estudió en la London Academy of Music and Dramatic Art (La Academia de Música y Arte Dramático de Londres) durante tres años, donde se graduó en 1993.

### Carrera
Comenzó a trabajar en el teatro en obras como El conde de Montecristo, de Alexandre Dumas, Ricardo III y El sueño de una noche de verano, de Shakespeare, y en otras obras como The Cherry Orchard. Debutó en la televisión en la serie de la BBC Bergerac en 1991.
En el cine actuaría por primera vez en 1996 en la película Sobreviviendo a Picasso, aunque su primera actuación destacada, que le valdría fama, sería junto a Jim Carrey en la película The Truman Show de 1998. Sus papeles más importantes fueron en las películas Ronin con Robert De Niro y Solaris con George Clooney.
Desde 2007 a 2014 interpretó al personaje Karen Van Der Beek en la serie de televisión estadounidense Californication junto con David Duchovny.

## Vida personal
Natascha McElhone se casó con el cirujano plástico Martin Hirigoyen Kelly el 19 de mayo de 1998. La pareja vivió en Fulham, West London, con sus dos hijos: Theodore (nacido en 2000) y Otis (nacido en mayo de 2003). El 20 de mayo de 2008, su marido, Martin Hirigoyen, de 43 años de edad, murió en la entrada de su casa a causa de una miocardiopatía dilatada, mientras Natascha se encontraba trabajando en California (Estados Unidos). Su tercer hijo, Rex, nació después de la muerte de Kelly, en octubre de 2008.

## Filmografía
- Bergerac (1991) - Louise Calder (episodio Snow in Provence, 1991)
- Sobreviviendo a Picasso (1996) - Françoise Gilot
- Karaoke (1996) - Angie
- The Devil's Own (1997) - Megan Doherty
- Mrs. Dalloway (1997) - Joven Clarissa
- The Truman Show (1998) - Lauren/Sylvia
- Ronin (1998) - Deirdre
- Trabajos de amor perdido (2000) -Rosaline
- Suavemente me mata (2002) - Deborah
- FeardotCom (2002) - Terry Huston
- City of Ghosts (2002) - Sophie
- Solaris (2002) - Rheya
- La última primavera (2004) - Penelope Wood
- Revelaciones (miniserie de 2005) - Hermana Josepha Montafiore
- Big Nothing (2006) - Penelope Wood
- La compañía (miniserie de 2007) - Elizabet
- Californication (serie de TV de 2007 a 2014) - Karen
- The Secret of Moonacre (2008) - Loveday
- Castlevania: Lords of Shadow (2010) - Marie Belmont
- Romeo & Juliet (2013) - Señora Capuleto
- Castlevania: Lords of Shadow 2 (2014) - Marie Belmont
- Mr.Church (2016) - Marie
- Designated Survivor (2016-2017) - Alex Kirkman
- The Crown, como Lady Penny Brabourne, la amiga del príncipe Felipe de Edimburgo.
- Halo, como Cortana, la Doctora Catherine Elizabeth Halsey.

## Teatro
- Ricardo III
- El conde de Montecristo
- The Cherry Orchard
- El sueño de una noche de verano
- Honour